# 国立台湾大学医学部附属病院
国立台湾大学医学部附属病院（こくりつたいわんだいがくふぞくびょういん）は、台湾台北市中正区にある病院。国立台湾大学医学部附属の大学病院である。

## 歴史

### 初期
- 1895年：大日本台湾病院が設立。
- 1897年：医学講習所設立、台湾における医学教育の始まりとなった。
- 1897年：台湾総督府台北病院と改称。

### 大学病院時期
- 1938年：台北帝国大学医学部付属病院となる。
- 1945年：国立台湾大学医学部第一附属病院と改称。
- 1947年：国立台湾大学医学部附属病院（台大病院）と改称。

#### 分院の沿革
- 2000年：817軍事病院を編入し、台大病院の公館分院とした。
- 2004年：行政院衛生局雲林病院を編入し、台大病院の雲林分院とした。
- 2004年：国立台北護理学院付属病院を編入し、台大病院の北護分院とした。
- 2008年：国立台湾大学医学部附属小児病院（台大小児病院）が設立された。
- 2009年：台大病院の公館分院は廃止され、同じ敷地に国立台湾大学医学部附属がんセンター病院（台大がんセンター）が設立された。
- 2010年：財団法人北海岸金山病院にを編入し、台大病院の金山分院とした。
- 2011年：行政院衛生局新竹病院を編入し、台大病院の新竹分院とした。
- 2011年：行政院衛生局竹東病院を編入し、台大病院の竹東分院とした。

## 心臓移植部門
台大病院の心臓移植部門は1986年に初めて心臓移植を成功させた。これは台湾全土で最初の心臓移植でもあった。
1991年、台大病院は最初のドミノ心臓移植を実施した。1995年後半、台大病院はアジアで初めて両心室に補助人工心臓を埋め込む心臓移植に成功した。

## アクセス
台大医院駅からの徒歩圏内。

## 周辺
- 国立台湾大学医学部キャンパスに隣接
- 台北市博愛警備管制区
- 台北市立第一女子高級中学